# Phaeophilacris tomentosa
Phaeophilacris tomentosa är en insektsart som beskrevs av Johann Heinrich Kaltenbach 1986. Phaeophilacris tomentosa ingår i släktet Phaeophilacris och familjen syrsor. Inga underarter finns listade i Catalogue of Life.